# Whenever You Call
«Whenever You Call» (en español Cuando sea que me llames) es una canción escrita y producida por la cantante estadounidense Mariah Carey y Walter Afanasieff para el álbum Butterfly. La protagonista de esta balada habla sobre la fuerza del amor, afirmando que es inevitable rendirse a él. Ella le dice a su nueva pareja que, siempre que necesite algo, ella estará allí "siempre que la llame". Se publicó como el sexto y último sencillo del álbum en Estados Unidos a finales de 1998.
Sony había pedido a Carey que participase en el lanzamiento del álbum recopilatorio #1's, por lo que "Whenever You Call" se publicó únicamente como sencillo promocional. 

## Recepción
A pesar de la poca promoción del sencillo, "Whenever You Call" obtuvo cierto éxito, alcanzando la posición 16 en las listas Billboard Hot 100 Airplay y Hot R&B/Hip-Hop Airplay en los Estados Unidos, y logrando también un éxito importante en Latinoamérica, sonando en reiteradas oportunidades en las radios y hasta en novelas de dichos países.

## Versiones
La canción se incluyó en el álbum #1's como dueto con Brian McKnight. McKnight había grabado su voz y realizó la mezcla antes de que Mariah Carey lo supiera, utilizando las voces originales de Carey. La cantante afirmó en varias entrevistas promocionales de 1998 que le encantó cuando la escuchó, por lo que decidió incorporarla al álbum recopilatorio.

## Vídeo
El vídeo fue dirigido por Diane Martel y utiliza la versión original en solitario de Butterfly. Se trata de un montaje de diferentes actuaciones de la gira Butterfly World Tour de 1998, como las de Hawái, Japón y Australia.

## Posicionamiento
| Lista (2003)                               | Posición más alta |
| ------------------------------------------ | ----------------- |
| EE. UU., Billboard Hot 100 Airplay         | 16                |
| EE. UU., Billboard Hot R&B/Hip-Hop Airplay | 16                |

- Datos: Q1414650